# Objectiu 0,7
Objectiu 0,7 fou una campanya impulsada per l'associació Justícia i Pau, va encapçalar l'any 1981, amb l'objectiu de sensibilitzar la societat i els polítics de la necessitat de destinar aquest percentatge del PIB d'ajuda pública als països més necessitats. Després de la presentació al senat d'una proposició no de llei que fa una declaració sobre la fam al món i on es convida al govern espanyol a donar el 0,7%.

## Context històric
Aquest objectiu es va fixar a partir de les conclusions de la Comissió Pearson l'any 1969 que plantejava que s'havia d'aconseguir l'any 1975. També l'any 1970, l'Assemblea General de l'ONU, va aprovar aquest compromís per tots els països econòmicament avançats.
Durant els anys 90 la guerra dels Balcans va provocar diverses campanyes de solidarització. Aquests fets van coincidir amb una campanya global que reivindicava un atorgar un 0,7 % dels pressupostos generals dels estats, tal com ja s'havia recomanat en una resolució de l'ONU de 1972. Als Països Catalans es van convocar diverses acampades urbanes reclamant aquesta xifra icònica. A Catalunya, diversos col·lectius, associacions, sindicats, estudiants i persones individuals van plantar tendes al mig de la Diagonal de Barcelona el desembre del 1994 per reivindicar que els països més rics destinessin el 0,7% del PIB a l'Ajuda Oficial al Desenvolupament. Diverses institucions es van unir a la campanya, com per exemple la Universitat Autònoma de Barcelona, qui el novembre de 1994 va aprovar donar el 0,7 % del pressupost d'ingressos propis a accions de cooperació per al desenvolupament.